# Snart tystnar musiken
"Snart tystnar musiken" är en sång av Tomas Ledin från 1990. Den finns med på hans trettonde studioalbum Tillfälligheternas spel (1990), men utgavs också som singel 1991.
Låten spelades in i Polar Studios med Lasse Anderson och Tomas Ledin som producenter. Singeln tog sig inte in på den svenska singellistan men låg på Svensktoppen mellan den 24 mars och 30 november 1991. Mellan den 25 augusti och 12 oktober (7 veckor) toppade den listan.
"Snart tystnar musiken" finns även med på samlingsalbumen Sånger att älska till och Festen har börjat (2001) samt liveskivan I sommarnattens ljus (2003). Den har också spelats in av dansbandet Micke Ahlgrens orkester på debutalbumet Röd är kärlekens färg (1992).

## Låtlista
1. "Snart tystnar musiken" (nerklippt originalversion)
2. "Snart tystnar musiken" (december 90-mix)

### Maxi
1. "Snart tystnar musiken" (februari 91-mix)
2. "Snart tystnar musiken" (december 90-mix)
3. "Snart tystnar musiken" (fragmentarisk mix)
4. "Snart tystnar musiken" (förlängd originalversion)
5. "Snart tystnar musiken" (space mix)

### Fotnoter
1. 1 2 3  ”Tomas Ledin”. Svensk mediedatabas. http://smdb.kb.se/catalog/search?q=Tomas+Ledin&x=0&y=0. Läst 17 januari 2013.
2. ↑  ”Snart tystnar musiken”. Hitparad. http://swedishcharts.com/showitem.asp?interpret=Tomas+Ledin&titel=Snart+tystnar+musiken&cat=s. Läst 17 januari 2013.
3. ↑  ”Svensktoppen 1991”. Sveriges Radio. http://sverigesradio.se/diverse/appdata/isidor/files/2023/3487.txt. Läst 17 januari 2013.